# Gangsang-myeon
Gangsang-myeon (koreanska: 강상면) är en socken i kommunen Yangpyeong-gun i provinsen Gyeonggi i den norra delen av  Sydkorea, 45 km öster om huvudstaden Seoul.